# Hyperloop

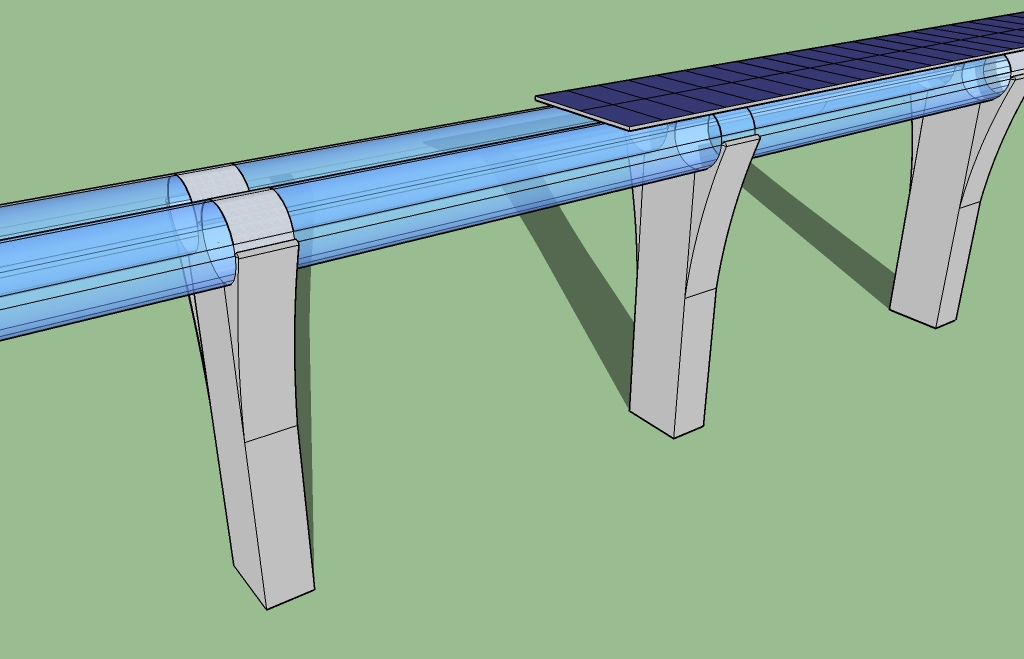
Схема лінії Гіперлуп, зверху сонячні панелі.

Гіперлуп (Гіперпетля; англ. Hyperloop) — проєкт різновиду вакуумного потягу, який вперше запропонували американські інженери Джеймс Пауел (James R. Powell) та Гордон Денбі (Gordon Danby) 2003 року (вони є розробниками маглева).
Згодом цю ідею підтримав Ілон Маск, винахідник та співзасновник фонду SpaceX. Система використовує магніти і турбіни, які запускають капсули на магнітній подушці для руху з величезною швидкістю по вакуумних трубах.
Принцип Гіперпетлі схожий з пневматичною поштою, що використовувалася для транспортування документів. Теоретично Гіперлуп уможливить півгодинні подорожі між середмістями Лос-Анджелеса та Сан-Франциско, зі швидкістю 1102 км/год.

## Анонс
Ілон Маск вперше анонсував Гіперлуп 12 липня 2012 на заході, організованому ресурсом технічних новин PandoDaily, що відбувся в Санта-Моніці (Каліфорнія, США).
У вересні 2012 Ілон Маск порівняв свій проєкт, що перебуває на стадії розробки, з наземним Конкордом. Для порівняння його швидкість перевищуватиме крейсерську швидкість Boeing 787 на 200 км/год. Гіперлуп є чимось середнім поміж «Конкордом» та електромагнітним рейкотроном, при цьому він не потребує рейок.
Гіперлуп було запропоновано як альтернативу проєкту Високошвидкісної залізниці Каліфорнії (CHSRA), прогнозована максимальна швидкість якої 350 км/год. Орієнтовна вартість лінії Hyperloop Лос-Анджелес — Сан-Франциско становить $6 млрд, що становить 10 % від вартості CHSRA.
З 2015 SpaceX проводить міжнародні змагання транспортних капсул Hyperloop, щоб «пришвидшити появу її функціонального прототипу». У 2018 вже відбулися треті.
Можливість перевозити вантажі на Hyperloop може з'явитися в 2019, а пасажирів — у 2021. Для цього потрібно вирішити певні технічні та логістичні проблеми.
Ілон Маск розраховує, що новий вид транспорту буде використовуватись між містами, які перебувають на відстані менше 1600 км один від одного, бо для триваліших подорожей краще підійдуть надзвукові літаки. У листопаді 2020 під час випробувань з перевезенням перших двох пасажирів, надсучасний потяг подолав відстань у 500 м за 15 сек. У планах компанії Virgin Hyperloop — швидкість понад 1000 км/год.
Окрім проведення змагань щодо встановлення найкращої конструкції транспортної капсули для Hyperloop, Ілон Маск не має стосунку до будь-якої іншої компанії, що займається розвитком цієї технології, наприклад, Virgin Hyperloop.
У квітні 2018 компанія Hyperloop Transportation Technologies оголосила про початок процесу будівництва першого з двох випробувальних ділянок транспортної системи Hyperloop. Перші труби тунелю вже були відправлені до місця будівництва, розташованого неподалік від Тулузи, Франція. Тунель цієї ділянки, завдовжки 320 м, буде прокладений по поверхні землі, а перші випробування цієї системи заплановані на другу половину поточного року.

### У світі
У лютому 2017 були проведені переговори між керівництвом компанії Virgin Hyperloop та урядом Індії щодо будівництва траси на території країни.
У березні 2017 компанія Hyperloop Transportation Technologies підписала угоду з урядом Словаччини щодо можливості будівництва системи Hyperloop, що сполучить столиці трьох європейських країн. Передбачається прокласти маршрути Відень — Братислава та Братислава –Будапешт. Також планують з'єднати з Братиславою друге за величиною місто Словаччини — Кошиці.
У серпні 2017 компанія проводить техніко-економічне обґрунтування пректу в Індонезії, а також підписала погодження з Південною Кореєю, котра хоче замовити транспортну систему між Сеулом і Пусаном протяжністю 200 миль. Hyperloop Transportation Technologies також веде переговори з індійським урядом щодо виробництва вагонів для роботи у системі Hyperloop. Генеральний директор HTT Дірк Альборн передбачає, що Hyperloop запрацює вже в найближчі 3-4 роки.
11 травня 2016 у пустелі штату Невада провели перше успішне випробування Hyperloop. Капсула всередині спеціальної труби змогла розігнатися до швидкості у 187 км/год за 1,1 сек. Це була перша публічна демонстрація Гіперпетлі. Капсулу для перевезення людей розробляють інженери Массачусетського технологічного інституту. У цьому ж році вона була представлена у Бостоні.
10 грудня 2020 Hyperloop був загаданий у «Стратегії стійкої та інтелектуальної мобільності», як один з видів екологічно чистого транспорту, який заплановано ввести в експлуатації до 2030 для скорочення викидів вуглецю.
9 листопада 2020 стало відомо, що Hyperloop, який створюється Ілоном Маском, перевіз перших пасажирів у пустелі Невади.

### В Україні
22 лютого 2018 міністр інфраструктури України Володимир Омелян заявив про заснування Центру транспортних інновацій HypeUA, який має створити тестовий майданчик для реалізації проєкту Hyperloop в Україні.
За ідеєю міністра, випробувальний майданчик планувалося створити поблизу м. Дніпро, а перший тунель мав поєднати це місто із Києвом.
14 червня 2018 Міністерство інфраструктури України та компанія Hyperloop Transportation Technologies підписали меморандум про співпрацю у сфері технологій вакуумного поїзда Hyperloop. З боку міністерства меморандум підписав міністр інфраструктури Володимир Омелян, від Hyperloop — генеральний директор компанії Дірк Алборн. За різними оцінками будівництво 1 км наземної труби Hyperloop в Україні коштуватиме близько $10 млн.
В січні 2019 Національна академія наук України представила[джерело?] Міністерству інфраструктури України звіт щодо побудови тестової лінії Hyperloop. Звіт має назву «Перспективи розвитку транспорту п'ятого покоління в Україні». У ньому описані питання побудови магнітного підвісу, забезпечення герметичності високошвидкісного наземного транспорту та оцінка аеродинамічних та теплових навантажень.[джерело?]
Поруч з Hyperloop Transportation Technologies, Укроборонпром, Агентством розвитку Дніпра, Інтерпайп, Unit.City, Українським інститутом майбутнього, Південмаш та Каховським заводом електрозварювального устаткування Національна академія наук України є одним із партнерів проєкту HyperUA.
20 вересня 2019 новий міністр інфраструктури Владислав Криклій повідомив, що Hyperloop в Україні не буде, й назвав ідею абсурдною.